# Circuit Het Nieuwsblad féminin 2021
Pour la course masculine, voir Circuit Het Nieuwsblad 2021.
La 16e édition du Circuit Het Nieuwsblad féminin a eu lieu le 27 février 2021. La course fait partie du calendrier international féminin UCI 2021 en catégorie 1.Pro. C'est également la première épreuve internationale disputée en Europe pour les féminines et est considérée comme le début de la saison des classiques. Elle est remportée par la Néerlandaise Anna van der Breggen.

## Présentation

### Équipes
| UCI Women's WorldTeams (9)- Alé BTC Ljubljana - Team BikeExchange - Canyon-SRAM Racing - Team DSM - FDJ-Nouvelle Aquitaine-Futuroscope - Liv Racing - Movistar Team - SD Worx - Trek-Segafredo Équipes féminines continentales (14)- Arkéa Pro Cycling Team - Bingoal Casino-Chevalmeire - Ceratizit-WNT Pro Cycling - Doltcini-Van Eyck Sport-Proximus - Drops-Le col - Hitec Products - Jumbo-Visma - Lotto Soudal Ladies - Multum Accountants - NXTG Racing - Parkhotel Valkenburg - Rupelcleaning-Champion lubricants - Tibco-Silicon Valley Bank - Valcar-Travel & Service Équipe régionale et de club- Centre mondial du Cyclisme |
| |

### Parcours
Le parcours semble identique à celui de l'édition précédente, l'absence de communication officielle sur le sujet empêchant une comparaison détaillée. Le départ fictif est donné depuis Gand et celui officiel à Merelbeke. L'arrivée se trouve à Ninove.
Dix monts sont au programme de cette édition, dont certains recouverts de pavés :
| Mont | Nom                     | Km    | Revêtement | Longueur (m) | Pente moyenne | Pente maxi | Km de l'arrivée |
| ---- | ----------------------- | ----- | ---------- | ------------ | ------------- | ---------- | --------------- |
| 1    | Leberg                  | 45,1  | asphalte   | 950          | 4,2 %         | 13,8 %     | 81,0            |
| 2    | Wolvenberg              | 57,0  | asphalte   | 645          | 7,9 %         | 17,3 %     | 69,1            |
| 3    | Molenberg               | 69,2  | pavé       | 463          | 7 %           | 14,2 %     | 56,9            |
| 4    | Rekelberg               | 83,2  | asphalte   | 800          | 4 %           | 9 %        | 42,9            |
| 5    | Berendries              | 87,2  | asphalte   | 940          | 7 %           | 12,3 %     | 38,9            |
| 6    | Elverenberg (Vossenhol) | 89,6  | asphalte   | 1 268        | 3,6 %         | 9 %        | 36,5            |
| 7    | Tenbosse                | 94,2  | asphalte   | 450          | 6,9 %         | 8,7 %      | 31,9            |
| 8    | Eikenmolen              | 98,0  | asphalte   | 610          | 5,9 %         | 12,5 %     | 29,1            |
| 9    | Mur de Grammont         | 109,4 | pavés      | 475          | 9,3 %         | 19,8 %     | 16,7            |
| 10   | Bosberg                 | 113,3 | pavés      | 980          | 5,8 %         | 11 %       | 12,8            |

En plus des traditionnels monts, il y a cinq secteurs pavés répartis sur 91,6 km :

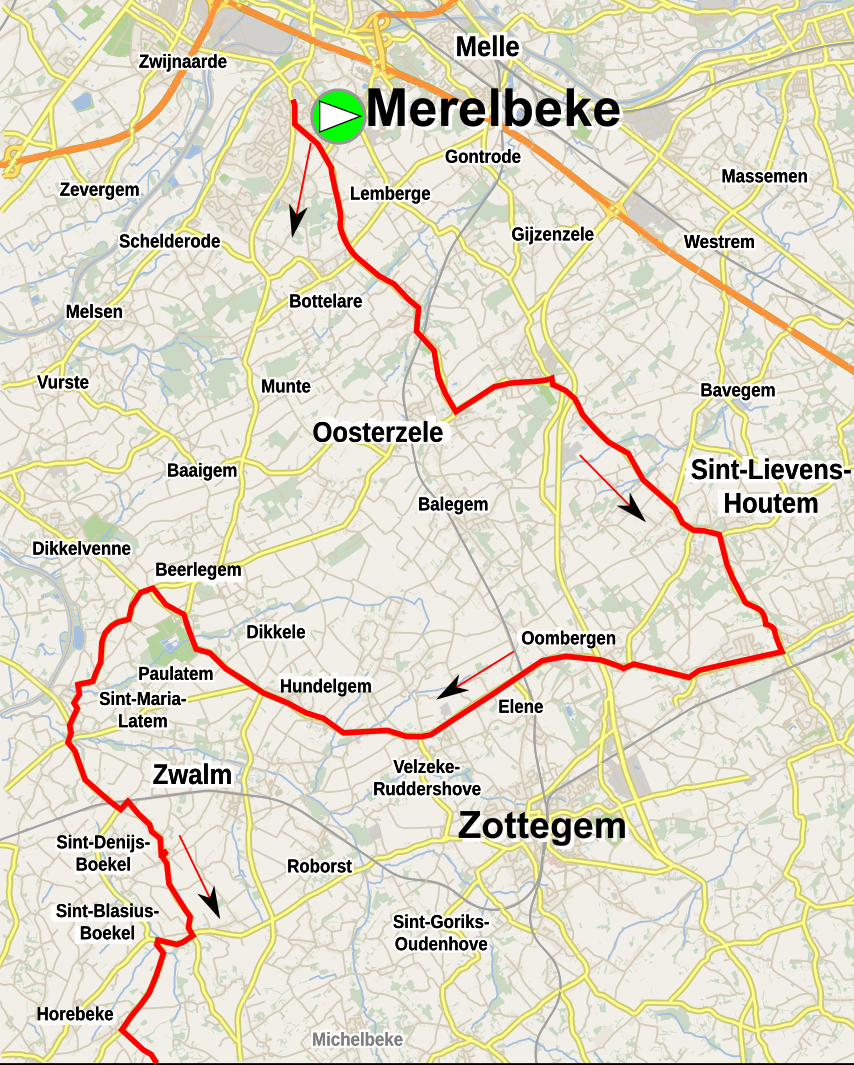
Partie nord de la course :
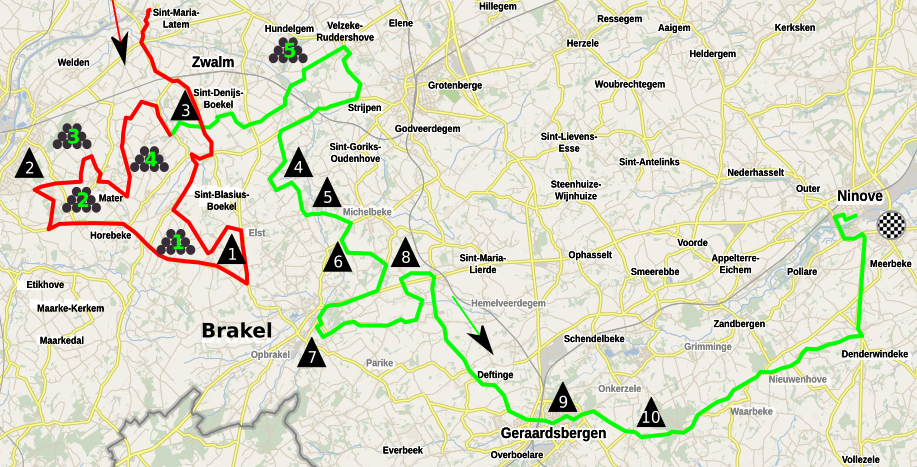
Partie sud de la course :

| Secteur | Nom                | Km   | Longueur (m) | Km de l'arrivée |
| ------- | ------------------ | ---- | ------------ | --------------- |
| 1       | Haaghoek (nl)      | 42,1 | 2 000        | 84,0            |
| 2       | Ruitersstraat (nl) | 57,2 | 800          | 68,9            |
| 3       | Kerkgate           | 60,4 | 1030         | 65,7            |
| 4       | Jagerij            | 63,0 | 800          | 63,1            |
| 5       | Paddestraat        | 74,2 | 2030         | 51,9            |

- Partie nord de la course : Début du parcours
- Partie sud de la course :   - Début du parcours
  - Final

## Positionnement horaire
La course débute après celle des hommes, contrairement à l'habitude, la dernière heure de course est retransmise après l'arrivée des hommes.

## Favorites
La vainqueur sortante Annemiek van Vleuten est favorite à sa succession. Marta Bastianelli auteur d'une très bonne saison de classiques en 2019 et sprinteuse est également à surveiller, tout comme la jeune Belge Lotte Kopecky dans un registre similaire. SD Worx est au départ avec plusieurs vainqueurs potentiels avec : Chantal van den Broek-Blaak, Anna van der Breggen ou Jolien D'Hoore. De la même manière, Trek-Segafredo a également plusieurs cordes à son arc avec Elizabeth Deignan et Ellen van Dijk. Grace Brown est un outsider.

## Récit de la course
La météo est clémente et le vent très faible pour la saison. La première échappée se forme au quatrième kilomètre. Il s'agit de : Elizabeth Bennett, Kylie Waterreus et Claudia Jongerius. Leur avance atteint cinq minutes. La formation SD Worx mène la poursuite. Le groupe est repris peu avant le Leberg, à trente-huit kilomètres de l'arrivée. L'ascension, dans laquelle Anna van der Breggen mène le peloton, produit une cassure. Les favorites Annemiek van Vleuten, Elizabeth Deignan et Ellen van Dijk ne font plus partie du peloton de tête. Dans celui-ci, les formations SD Worx, Liv Racing, Jumbo-Visma sont bien représentées. Canyon-SRAM et Ale BTC City Lubljana sont également présentes. Dans le Berendries, Demi Vollering mène l'allure. Liane Lippert est lâchée. Au sommet, Anna van der Breggen sort avec Elisa Longo Borghini dans la roue. Le duo est rapidement repris. À trente kilomètres de l'arrivée, Demi Vollering attaque dans Vosssenhol. Hannah Barnes, Audrey Cordon-Ragot et Lotte Kopecky tentent de suivre, mais la SD Worx les marque. Le peloton est réduit à moins de trente coureuses. La Liv Racing avec Soraya Paladin et Jeanne Korevaar est forcée de mener la chasse pour Kopecky. Dans le mur de Grammont, Elisa Longo Borghini attaque avant la section pavé. Elle est suivie par Kopecky et Van der Breggen. Juste après l'ascension, Demi Vollering est reprise par Longo Borghini, Kopecky, Katarzyna Niewiadoma, Amy Pieters, Cecilie Uttrup Ludwig et Marta Cavalli. Bien que le groupe soit détaché, la mauvaise entente provoque un regroupement. Plus loin, Elisa Longo Borghini sort de nouveau, emmenant avec elle Vollering et Soraya Paladin. Elles sont reprises au pied du Bosberg. Dès le pied, Anna van der Breggen place une violente attaque que seule Longo Borghini et Kopecky semblent un temps en mesure de contenir avant de devoir renoncer. La Néerlandaise franchit la distance restante vent de face pour aller s'imposer. Derrière, la formation SD Worx contient les tentatives d'attaque. Au sprint, Emma Norsgaard Jørgensen devance Amy Pieters.

## Classements

### Classement final
| \| Classement général \| Classement général \| Classement général \| Classement général \| Classement général \| \| Coureuse \| Coureuse \| Pays \| Équipe \| Temps \| \| ------------------ \| -------------------- \| ------------------ \| ---------------------------------- \| ------------------ \| \| 1re \| Anna van der Breggen \| Pays-Bas \| SD Worx \| 3 h 21 min 00 s \| \| 2e \| Emma Norsgaard \| Danemark \| Movistar Team \| + 23 s \| \| 3e \| Amy Pieters \| Pays-Bas \| SD Worx \| + 23 s \| \| 4e \| Lotte Kopecky \| Belgique \| Liv Racing \| + 23 s \| \| 5e \| Hannah Barnes \| Royaume-Uni \| Canyon-SRAM Racing \| + 23 s \| \| 6e \| Marta Bastianelli \| Italie \| Alé BTC Ljubljana \| + 23 s \| \| 7e \| Lisa Brennauer \| Allemagne \| Ceratizit-WNT Pro Cycling \| + 23 s \| \| 8e \| Grace Brown \| Australie \| Team BikeExchange \| + 23 s \| \| 9e \| Marta Cavalli \| Italie \| FDJ-Nouvelle Aquitaine-Futuroscope \| + 23 s \| \| 10e \| Elisa Longo Borghini \| Italie \| Trek-Segafredo \| + 26 s \| |                      |             |                                    |                 |
| |                      |             |                                    |                 |
| Sources : ProCyclingStats Cycling Quotient |                      |             |                                    |                 |
| Classement général |                      |             |                                    |                 |
| Coureuse | Coureuse             | Pays        | Équipe                             | Temps           |
| 1re | Anna van der Breggen | Pays-Bas    | SD Worx                            | 3 h 21 min 00 s |
| 2e | Emma Norsgaard       | Danemark    | Movistar Team                      | + 23 s          |
| 3e | Amy Pieters          | Pays-Bas    | SD Worx                            | + 23 s          |
| 4e | Lotte Kopecky        | Belgique    | Liv Racing                         | + 23 s          |
| 5e | Hannah Barnes        | Royaume-Uni | Canyon-SRAM Racing                 | + 23 s          |
| 6e | Marta Bastianelli    | Italie      | Alé BTC Ljubljana                  | + 23 s          |
| 7e | Lisa Brennauer       | Allemagne   | Ceratizit-WNT Pro Cycling          | + 23 s          |
| 8e | Grace Brown          | Australie   | Team BikeExchange                  | + 23 s          |
| 9e | Marta Cavalli        | Italie      | FDJ-Nouvelle Aquitaine-Futuroscope | + 23 s          |
| 10e | Elisa Longo Borghini | Italie      | Trek-Segafredo                     | + 26 s          |

### Points UCI
| Position           | 1er | 2e  | 3e  | 4e  | 5e | 6e | 7e | 8e | 9e | 10e | 11e | 12e | 13e | 14e | 15e | 16e à 25e |
| Classement général | 200 | 150 | 125 | 100 | 85 | 70 | 60 | 50 | 40 | 35  | 30  | 25  | 20  | 15  | 10  | 5         |

## Liste des participants
| Légende | Légende                                                                    | Légende | Légende                                                    |
| ------- | -------------------------------------------------------------------------- | ------- | ---------------------------------------------------------- |
| Num     | Dossard de départ porté par le coureur sur ce Circuit Het Nieuwsblad       | Pos     | Position à l'arrivée de la course                          |
|         | Indique un maillot de champion national ou mondial, suivi de sa spécialité | NP      | Indique un coureur qui n'a pas pris le départ de la course |
| AB      | Indique un coureur qui n'a pas terminé la course                           | HD      | Indique un coureur qui a terminé la course hors des délais |

| Movistar Team MOV | Movistar Team MOV            | Movistar Team MOV |
| ----------------- | ---------------------------- | ----------------- |
| Num               | Coureuse                     | Pos               |
| 1                 | Annemiek van Vleuten (NED)   | 21e               |
| 2                 | Aude Biannic (FRA)           | 108e              |
| 3                 | Jelena Erić (SRB)            | 31e               |
| 4                 | Emma Norsgaard (DEN) (route) | 2e                |
| 5                 | Barbara Guarischi (ITA)      | 109e              |
| 6                 | Leah Thomas (USA)            | 86e               |

| Liv Racing LIV | Liv Racing LIV              | Liv Racing LIV |
| -------------- | --------------------------- | -------------- |
| Num            | Coureuse                    | Pos            |
| 11             | Lotte Kopecky (BEL) (route) | 4e             |
| 12             | Sofia Bertizzolo (ITA)      | 22e            |
| 13             | Valerie Demey (BEL)         | 53e            |
| 14             | Evy Kuijpers (NED)          | 94e            |
| 15             | Jeanne Korevaar (NED)       | 27e            |
| 16             | Soraya Paladin (ITA)        | 16e            |

| Alé BTC Ljubljana ALE | Alé BTC Ljubljana ALE     | Alé BTC Ljubljana ALE |
| --------------------- | ------------------------- | --------------------- |
| Num                   | Coureuse                  | Pos                   |
| 21                    | Marta Bastianelli (ITA)   | 6e                    |
| 22                    | Maaike Boogaard (NED)     | 50e                   |
| 23                    | Eugenia Bujak (SLO)       | 51e                   |
| 24                    | Mavi García (ESP) (route) | 105e                  |
| 25                    | Marlen Reusser (SUI)      | 14e                   |
| 26                    | Laura Tomasi (ITA)        | 57e                   |

| Canyon-SRAM Racing CSR | Canyon-SRAM Racing CSR      | Canyon-SRAM Racing CSR |
| ---------------------- | --------------------------- | ---------------------- |
| Num                    | Coureuse                    | Pos                    |
| 31                     | Alena Amialiusik (BLR)      | 106e                   |
| 32                     | Hannah Barnes (GBR)         | 5e                     |
| 33                     | Elise Chabbey (SUI) (route) | 24e                    |
| 34                     | Lisa Klein (GER)            | 70e                    |
| 35                     | Katarzyna Niewiadoma (POL)  | 18e                    |
| 36                     | Alexis Magner (USA)         | 102e                   |

| FDJ-Nouvelle Aquitaine-Futuroscope FDJ | FDJ-Nouvelle Aquitaine-Futuroscope FDJ | FDJ-Nouvelle Aquitaine-Futuroscope FDJ |
| -------------------------------------- | -------------------------------------- | -------------------------------------- |
| Num                                    | Coureuse                               | Pos                                    |
| 41                                     | Cecilie Uttrup Ludwig (DEN)            | 17e                                    |
| 42                                     | Stine Borgli (NOR)                     | 58e                                    |
| 43                                     | Marta Cavalli (ITA)                    | 9e                                     |
| 44                                     | Brodie Chapman (AUS)                   | AB                                     |
| 45                                     | Eugénie Duval (FRA)                    | 97e                                    |
| 46                                     | Emilia Fahlin (SWE)                    | 23e                                    |

| Team BikeExchange BEX | Team BikeExchange BEX   | Team BikeExchange BEX |
| --------------------- | ----------------------- | --------------------- |
| Num                   | Coureuse                | Pos                   |
| 51                    | Jessica Allen (AUS)     | AB                    |
| 52                    | Grace Brown (AUS)       | 8e                    |
| 53                    | Teniel Campbell (TTO)   | 91e                   |
| 54                    | Arianna Fidanza (ITA)   | 89e                   |
| 55                    | Sarah Roy (AUS) (route) | 95e                   |
| 56                    | Amanda Spratt (AUS)     | 15e                   |

| Team DSM DSM | Team DSM DSM           | Team DSM DSM |
| ------------ | ---------------------- | ------------ |
| Num          | Coureuse               | Pos          |
| 61           | Susanne Andersen (NOR) | 78e          |
| 62           | Pfeiffer Georgi (GBR)  | 68e          |
| 63           | Juliette Labous (FRA)  | 29e          |
| 64           | Liane Lippert (GER)    | 35e          |
| 65           | Floortje Mackaij (NED) | 72e          |
| 66           | Lorena Wiebes (NED)    | 42e          |

| SD Worx SDW | SD Worx SDW                        | SD Worx SDW |
| ----------- | ---------------------------------- | ----------- |
| Num         | Coureuse                           | Pos         |
| 71          | Jolien D'Hoore (BEL)               | 28e         |
| 72          | Christine Majerus (LUX) (route)    | 26e         |
| 73          | Demi Vollering (NED)               | 13e         |
| 74          | Amy Pieters (NED)                  | 3e          |
| 75          | Anna van der Breggen (NED) (route) | 1re         |
| 76          | Chantal van den Broek-Blaak (NED)  | 11e         |

| Trek-Segafredo TFS | Trek-Segafredo TFS                 | Trek-Segafredo TFS |
| ------------------ | ---------------------------------- | ------------------ |
| Num                | Coureuse                           | Pos                |
| 81                 | Lizzie Deignan (GBR)               | 111e               |
| 82                 | Audrey Cordon-Ragot (FRA) (route)  | 25e                |
| 83                 | Chloe Hosking (AUS)                | 104e               |
| 84                 | Elisa Longo Borghini (ITA) (route) | 10e                |
| 85                 | Ellen van Dijk (NED)               | 33e                |
| 86                 | Trixi Worrack (GER)                | 110e               |

| Bingoal-Chevalmeire CCT | Bingoal-Chevalmeire CCT | Bingoal-Chevalmeire CCT |
| ----------------------- | ----------------------- | ----------------------- |
| Num                     | Coureuse                | Pos                     |
| 91                      | Nathalie Bex (BEL)      | 67e                     |
| 92                      | Demi de Jong (NED)      | AB                      |
| 93                      | Thalita de Jong (NED)   | 52e                     |
| 94                      | Claudia Jongerius (NED) | AB                      |
| 95                      | Demmy Druyts (BEL)      | AB                      |
| 96                      | Natalie van Gogh (NED)  | 69e                     |

| Doltcini-Van Eyck-Proximus DVE | Doltcini-Van Eyck-Proximus DVE      | Doltcini-Van Eyck-Proximus DVE |
| ------------------------------ | ----------------------------------- | ------------------------------ |
| Num                            | Coureuse                            | Pos                            |
| 101                            | Marieke de Groot (NED)              | AB                             |
| 102                            | Christina Schweinberger (AUT)       | 88e                            |
| 103                            | Kathrin Schweinberger (AUT) (route) | 39e                            |
| 104                            | Nicole Steigenga (NED)              | 60e                            |
| 105                            | Fien Van Eynde (BEL)                | 61e                            |
| 106                            | Bryony van Velzen (NED)             | 48e                            |

| Lotto Soudal Ladies LSL | Lotto Soudal Ladies LSL  | Lotto Soudal Ladies LSL |
| ----------------------- | ------------------------ | ----------------------- |
| Num                     | Coureuse                 | Pos                     |
| 111                     | Jesse Vandenbulcke (BEL) | 64e                     |
| 112                     | Lone Meertens (BEL)      | 73e                     |
| 113                     | Hanna Nilsson (SWE)      | 74e                     |
| 114                     | Anna Plichta (POL)       | 100e                    |
| 115                     | Abby-Mae Parkinson (GBR) | 44e                     |
| 116                     | Elise vander Sande (BEL) | AB                      |

| Multum Accountants MUL | Multum Accountants MUL  | Multum Accountants MUL |
| ---------------------- | ----------------------- | ---------------------- |
| Num                    | Coureuse                | Pos                    |
| 121                    | Marijke de Smedt (BEL)  | 83e                    |
| 122                    | Anna Badegruber (AUT)   | AB                     |
| 123                    | Fien Delbaere (BEL)     | AB                     |
| 124                    | Ann-Sophie Duyck (BEL)  | 75e                    |
| 125                    | Céline van Houtum (NED) | AB                     |
| 126                    | Kylie Waterreus (NED)   | AB                     |

| Arkéa Pro Cycling Team ARK | Arkéa Pro Cycling Team ARK    | Arkéa Pro Cycling Team ARK |
| -------------------------- | ----------------------------- | -------------------------- |
| Num                        | Coureuse                      | Pos                        |
| 131                        | Léa Curinier (FRA)            | AB                         |
| 132                        | Lucie Jounier (FRA)           | 76e                        |
| 133                        | Typhaine Laurance (FRA)       | 63e                        |
| 134                        | Marie-Morgane Le Deunff (FRA) | AB                         |
| 135                        | Greta Richioud (FRA)          | 77e                        |
| 136                        | Gladys Verhulst (FRA)         | 59e                        |

| Centre mondial du cyclisme WCC | Centre mondial du cyclisme WCC | Centre mondial du cyclisme WCC |
| ------------------------------ | ------------------------------ | ------------------------------ |
| Num                            | Coureuse                       | Pos                            |
| 141                            | Ántri Christofórou (CYP)       | AB                             |
| 142                            | Nicole Hanselmann (SUI)        | AB                             |
| 143                            | Małgorzata Jasińska (POL)      | 37e                            |
| 144                            | Tereza Neumanová (CZE)         | AB                             |
| 145                            | Luciana Roland (ARG)           | AB                             |
| 146                            | Alessia Vigilia (ITA)          | AB                             |

| Ceratizit-WNT Pro Cycling WNT | Ceratizit-WNT Pro Cycling WNT   | Ceratizit-WNT Pro Cycling WNT |
| ----------------------------- | ------------------------------- | ----------------------------- |
| Num                           | Coureuse                        | Pos                           |
| 151                           | Elizabeth Banks (GBR)           | 32e                           |
| 152                           | Lisa Brennauer (GER) (route)    | 7e                            |
| 153                           | Maria Giulia Confalonieri (ITA) | 56e                           |
| 154                           | Marta Lach (POL) (route)        | 34e                           |
| 155                           | Julie Norman Leth (DEN)         | 79e                           |
| 156                           | Sarah Rijkes (AUT)              | 96e                           |

| Drops-Le Col DRP | Drops-Le Col DRP              | Drops-Le Col DRP |
| ---------------- | ----------------------------- | ---------------- |
| Num              | Coureuse                      | Pos              |
| 161              | Elizabeth Bennett (GBR)       | 71e              |
| 162              | Maria Martins (POR)           | 41e              |
| 163              | Sara Penton (SWE)             | 81e              |
| 164              | Finja Smekal (GER)            | AB               |
| 165              | Maike van der Duin (NED)      | 49e              |
| 166              | Marjolein van 't Geloof (NED) | 40e              |

| Coop-Hitec Products HPU | Coop-Hitec Products HPU  | Coop-Hitec Products HPU |
| ----------------------- | ------------------------ | ----------------------- |
| Num                     | Coureuse                 | Pos                     |
| 171                     | Caroline Andersson (SWE) | 92e                     |
| 172                     | Martine Gjøs (NOR)       | AB                      |
| 173                     | Mieke Kröger (GER)       | 101e                    |
| 174                     | Ann Helen Olsen (NOR)    | AB                      |
| 175                     | Christa Riffel (GER)     | AB                      |
| 176                     | Amalie Lutro (NOR)       | 65e                     |

| Jumbo-Visma Women Team TJV | Jumbo-Visma Women Team TJV | Jumbo-Visma Women Team TJV |
| -------------------------- | -------------------------- | -------------------------- |
| Num                        | Coureuse                   | Pos                        |
| 181                        | Anna Henderson (GBR)       | 20e                        |
| 182                        | Romy Kasper (GER)          | 93e                        |
| 183                        | Anouska Koster (NED)       | 45e                        |
| 184                        | Riejanne Markus (NED)      | 12e                        |
| 185                        | Pernille Mathiesen (DEN)   | 107e                       |
| 186                        | Teuntje Beekhuis (NED)     | 62e                        |

| NXTG Racing NXG | NXTG Racing NXG       | NXTG Racing NXG |
| --------------- | --------------------- | --------------- |
| Num             | Coureuse              | Pos             |
| 191             | Julia Borgström (SWE) | AB              |
| 192             | Shari Bossuyt (BEL)   | 54e             |
| 193             | Amelia Sharpe (GBR)   | 66e             |
| 194             | Ilse Pluimers (NED)   | AB              |
| 195             | Charlotte Kool (NED)  | AB              |
| 196             | Catalina Soto (CHI)   | 46e             |

| Parkhotel Valkenburg PHV | Parkhotel Valkenburg PHV  | Parkhotel Valkenburg PHV |
| ------------------------ | ------------------------- | ------------------------ |
| Num                      | Coureuse                  | Pos                      |
| 201                      | Mischa Bredewold (NED)    | 36e                      |
| 202                      | Femke Gerritse (NED)      | 99e                      |
| 203                      | Femke Markus (NED)        | 43e                      |
| 204                      | Nina Buysman (NED)        | 98e                      |
| 205                      | Marit Raaijmakers (NED)   | 55e                      |
| 206                      | Amber van der Hulst (NED) | 38e                      |

| Rupelcleaning-Champion lubricants RUP | Rupelcleaning-Champion lubricants RUP | Rupelcleaning-Champion lubricants RUP |
| ------------------------------------- | ------------------------------------- | ------------------------------------- |
| Num                                   | Coureuse                              | Pos                                   |
| 211                                   | Svenja Betz (GER)                     | 85e                                   |
| 212                                   | Isabelle Beckers (BEL)                | AB                                    |
| 213                                   | Antonia Gröndahl (FIN)                | AB                                    |
| 214                                   | Mia Griffin (IRL)                     | AB                                    |
| 215                                   | Amber Lacompte (BEL)                  | AB                                    |
| 216                                   | Sara Van de Vel (BEL)                 | 82e                                   |

| Tibco-Silicon Valley Bank TIB | Tibco-Silicon Valley Bank TIB | Tibco-Silicon Valley Bank TIB |
| ----------------------------- | ----------------------------- | ----------------------------- |
| Num                           | Coureuse                      | Pos                           |
| 221                           | Eva Buurman (NED)             | 47e                           |
| 222                           | Leah Dixon (GBR)              | 103e                          |
| 223                           | Tanja Erath (GER)             | 80e                           |
| 224                           | Kristen Faulkner (USA)        | AB                            |
| 225                           | Diana Peñuela (COL)           | AB                            |
| 226                           | Eri Yonamine (JPN)            | 30e                           |

| Valcar-Travel & Service VAL | Valcar-Travel & Service VAL | Valcar-Travel & Service VAL |
| --------------------------- | --------------------------- | --------------------------- |
| Num                         | Coureuse                    | Pos                         |
| 231                         | Elisa Balsamo (ITA)         | 19e                         |
| 232                         | Chiara Consonni (ITA)       | 90e                         |
| 233                         | Vittoria Guazzini (ITA)     | 87e                         |
| 234                         | Silvia Persico (ITA)        | AB                          |
| 235                         | Eleonora Gasparrini (ITA)   | AB                          |
| 236                         | Ilaria Sanguineti (ITA)     | 84e                         |

| Movistar Team MOV | Movistar Team MOV            | Movistar Team MOV |
| ----------------- | ---------------------------- | ----------------- |
| Num               | Coureuse                     | Pos               |
| 1                 | Annemiek van Vleuten (NED)   | 21e               |
| 2                 | Aude Biannic (FRA)           | 108e              |
| 3                 | Jelena Erić (SRB)            | 31e               |
| 4                 | Emma Norsgaard (DEN) (route) | 2e                |
| 5                 | Barbara Guarischi (ITA)      | 109e              |
| 6                 | Leah Thomas (USA)            | 86e               |

| Liv Racing LIV | Liv Racing LIV              | Liv Racing LIV |
| -------------- | --------------------------- | -------------- |
| Num            | Coureuse                    | Pos            |
| 11             | Lotte Kopecky (BEL) (route) | 4e             |
| 12             | Sofia Bertizzolo (ITA)      | 22e            |
| 13             | Valerie Demey (BEL)         | 53e            |
| 14             | Evy Kuijpers (NED)          | 94e            |
| 15             | Jeanne Korevaar (NED)       | 27e            |
| 16             | Soraya Paladin (ITA)        | 16e            |

| Alé BTC Ljubljana ALE | Alé BTC Ljubljana ALE     | Alé BTC Ljubljana ALE |
| --------------------- | ------------------------- | --------------------- |
| Num                   | Coureuse                  | Pos                   |
| 21                    | Marta Bastianelli (ITA)   | 6e                    |
| 22                    | Maaike Boogaard (NED)     | 50e                   |
| 23                    | Eugenia Bujak (SLO)       | 51e                   |
| 24                    | Mavi García (ESP) (route) | 105e                  |
| 25                    | Marlen Reusser (SUI)      | 14e                   |
| 26                    | Laura Tomasi (ITA)        | 57e                   |

| Canyon-SRAM Racing CSR | Canyon-SRAM Racing CSR      | Canyon-SRAM Racing CSR |
| ---------------------- | --------------------------- | ---------------------- |
| Num                    | Coureuse                    | Pos                    |
| 31                     | Alena Amialiusik (BLR)      | 106e                   |
| 32                     | Hannah Barnes (GBR)         | 5e                     |
| 33                     | Elise Chabbey (SUI) (route) | 24e                    |
| 34                     | Lisa Klein (GER)            | 70e                    |
| 35                     | Katarzyna Niewiadoma (POL)  | 18e                    |
| 36                     | Alexis Magner (USA)         | 102e                   |

| FDJ-Nouvelle Aquitaine-Futuroscope FDJ | FDJ-Nouvelle Aquitaine-Futuroscope FDJ | FDJ-Nouvelle Aquitaine-Futuroscope FDJ |
| -------------------------------------- | -------------------------------------- | -------------------------------------- |
| Num                                    | Coureuse                               | Pos                                    |
| 41                                     | Cecilie Uttrup Ludwig (DEN)            | 17e                                    |
| 42                                     | Stine Borgli (NOR)                     | 58e                                    |
| 43                                     | Marta Cavalli (ITA)                    | 9e                                     |
| 44                                     | Brodie Chapman (AUS)                   | AB                                     |
| 45                                     | Eugénie Duval (FRA)                    | 97e                                    |
| 46                                     | Emilia Fahlin (SWE)                    | 23e                                    |

| Team BikeExchange BEX | Team BikeExchange BEX   | Team BikeExchange BEX |
| --------------------- | ----------------------- | --------------------- |
| Num                   | Coureuse                | Pos                   |
| 51                    | Jessica Allen (AUS)     | AB                    |
| 52                    | Grace Brown (AUS)       | 8e                    |
| 53                    | Teniel Campbell (TTO)   | 91e                   |
| 54                    | Arianna Fidanza (ITA)   | 89e                   |
| 55                    | Sarah Roy (AUS) (route) | 95e                   |
| 56                    | Amanda Spratt (AUS)     | 15e                   |

| Team DSM DSM | Team DSM DSM           | Team DSM DSM |
| ------------ | ---------------------- | ------------ |
| Num          | Coureuse               | Pos          |
| 61           | Susanne Andersen (NOR) | 78e          |
| 62           | Pfeiffer Georgi (GBR)  | 68e          |
| 63           | Juliette Labous (FRA)  | 29e          |
| 64           | Liane Lippert (GER)    | 35e          |
| 65           | Floortje Mackaij (NED) | 72e          |
| 66           | Lorena Wiebes (NED)    | 42e          |

| SD Worx SDW | SD Worx SDW                        | SD Worx SDW |
| ----------- | ---------------------------------- | ----------- |
| Num         | Coureuse                           | Pos         |
| 71          | Jolien D'Hoore (BEL)               | 28e         |
| 72          | Christine Majerus (LUX) (route)    | 26e         |
| 73          | Demi Vollering (NED)               | 13e         |
| 74          | Amy Pieters (NED)                  | 3e          |
| 75          | Anna van der Breggen (NED) (route) | 1re         |
| 76          | Chantal van den Broek-Blaak (NED)  | 11e         |

| Trek-Segafredo TFS | Trek-Segafredo TFS                 | Trek-Segafredo TFS |
| ------------------ | ---------------------------------- | ------------------ |
| Num                | Coureuse                           | Pos                |
| 81                 | Lizzie Deignan (GBR)               | 111e               |
| 82                 | Audrey Cordon-Ragot (FRA) (route)  | 25e                |
| 83                 | Chloe Hosking (AUS)                | 104e               |
| 84                 | Elisa Longo Borghini (ITA) (route) | 10e                |
| 85                 | Ellen van Dijk (NED)               | 33e                |
| 86                 | Trixi Worrack (GER)                | 110e               |

| Bingoal-Chevalmeire CCT | Bingoal-Chevalmeire CCT | Bingoal-Chevalmeire CCT |
| ----------------------- | ----------------------- | ----------------------- |
| Num                     | Coureuse                | Pos                     |
| 91                      | Nathalie Bex (BEL)      | 67e                     |
| 92                      | Demi de Jong (NED)      | AB                      |
| 93                      | Thalita de Jong (NED)   | 52e                     |
| 94                      | Claudia Jongerius (NED) | AB                      |
| 95                      | Demmy Druyts (BEL)      | AB                      |
| 96                      | Natalie van Gogh (NED)  | 69e                     |

| Doltcini-Van Eyck-Proximus DVE | Doltcini-Van Eyck-Proximus DVE      | Doltcini-Van Eyck-Proximus DVE |
| ------------------------------ | ----------------------------------- | ------------------------------ |
| Num                            | Coureuse                            | Pos                            |
| 101                            | Marieke de Groot (NED)              | AB                             |
| 102                            | Christina Schweinberger (AUT)       | 88e                            |
| 103                            | Kathrin Schweinberger (AUT) (route) | 39e                            |
| 104                            | Nicole Steigenga (NED)              | 60e                            |
| 105                            | Fien Van Eynde (BEL)                | 61e                            |
| 106                            | Bryony van Velzen (NED)             | 48e                            |

| Lotto Soudal Ladies LSL | Lotto Soudal Ladies LSL  | Lotto Soudal Ladies LSL |
| ----------------------- | ------------------------ | ----------------------- |
| Num                     | Coureuse                 | Pos                     |
| 111                     | Jesse Vandenbulcke (BEL) | 64e                     |
| 112                     | Lone Meertens (BEL)      | 73e                     |
| 113                     | Hanna Nilsson (SWE)      | 74e                     |
| 114                     | Anna Plichta (POL)       | 100e                    |
| 115                     | Abby-Mae Parkinson (GBR) | 44e                     |
| 116                     | Elise vander Sande (BEL) | AB                      |

| Multum Accountants MUL | Multum Accountants MUL  | Multum Accountants MUL |
| ---------------------- | ----------------------- | ---------------------- |
| Num                    | Coureuse                | Pos                    |
| 121                    | Marijke de Smedt (BEL)  | 83e                    |
| 122                    | Anna Badegruber (AUT)   | AB                     |
| 123                    | Fien Delbaere (BEL)     | AB                     |
| 124                    | Ann-Sophie Duyck (BEL)  | 75e                    |
| 125                    | Céline van Houtum (NED) | AB                     |
| 126                    | Kylie Waterreus (NED)   | AB                     |

| Arkéa Pro Cycling Team ARK | Arkéa Pro Cycling Team ARK    | Arkéa Pro Cycling Team ARK |
| -------------------------- | ----------------------------- | -------------------------- |
| Num                        | Coureuse                      | Pos                        |
| 131                        | Léa Curinier (FRA)            | AB                         |
| 132                        | Lucie Jounier (FRA)           | 76e                        |
| 133                        | Typhaine Laurance (FRA)       | 63e                        |
| 134                        | Marie-Morgane Le Deunff (FRA) | AB                         |
| 135                        | Greta Richioud (FRA)          | 77e                        |
| 136                        | Gladys Verhulst (FRA)         | 59e                        |

| Centre mondial du cyclisme WCC | Centre mondial du cyclisme WCC | Centre mondial du cyclisme WCC |
| ------------------------------ | ------------------------------ | ------------------------------ |
| Num                            | Coureuse                       | Pos                            |
| 141                            | Ántri Christofórou (CYP)       | AB                             |
| 142                            | Nicole Hanselmann (SUI)        | AB                             |
| 143                            | Małgorzata Jasińska (POL)      | 37e                            |
| 144                            | Tereza Neumanová (CZE)         | AB                             |
| 145                            | Luciana Roland (ARG)           | AB                             |
| 146                            | Alessia Vigilia (ITA)          | AB                             |

| Ceratizit-WNT Pro Cycling WNT | Ceratizit-WNT Pro Cycling WNT   | Ceratizit-WNT Pro Cycling WNT |
| ----------------------------- | ------------------------------- | ----------------------------- |
| Num                           | Coureuse                        | Pos                           |
| 151                           | Elizabeth Banks (GBR)           | 32e                           |
| 152                           | Lisa Brennauer (GER) (route)    | 7e                            |
| 153                           | Maria Giulia Confalonieri (ITA) | 56e                           |
| 154                           | Marta Lach (POL) (route)        | 34e                           |
| 155                           | Julie Norman Leth (DEN)         | 79e                           |
| 156                           | Sarah Rijkes (AUT)              | 96e                           |

| Drops-Le Col DRP | Drops-Le Col DRP              | Drops-Le Col DRP |
| ---------------- | ----------------------------- | ---------------- |
| Num              | Coureuse                      | Pos              |
| 161              | Elizabeth Bennett (GBR)       | 71e              |
| 162              | Maria Martins (POR)           | 41e              |
| 163              | Sara Penton (SWE)             | 81e              |
| 164              | Finja Smekal (GER)            | AB               |
| 165              | Maike van der Duin (NED)      | 49e              |
| 166              | Marjolein van 't Geloof (NED) | 40e              |

| Coop-Hitec Products HPU | Coop-Hitec Products HPU  | Coop-Hitec Products HPU |
| ----------------------- | ------------------------ | ----------------------- |
| Num                     | Coureuse                 | Pos                     |
| 171                     | Caroline Andersson (SWE) | 92e                     |
| 172                     | Martine Gjøs (NOR)       | AB                      |
| 173                     | Mieke Kröger (GER)       | 101e                    |
| 174                     | Ann Helen Olsen (NOR)    | AB                      |
| 175                     | Christa Riffel (GER)     | AB                      |
| 176                     | Amalie Lutro (NOR)       | 65e                     |

| Jumbo-Visma Women Team TJV | Jumbo-Visma Women Team TJV | Jumbo-Visma Women Team TJV |
| -------------------------- | -------------------------- | -------------------------- |
| Num                        | Coureuse                   | Pos                        |
| 181                        | Anna Henderson (GBR)       | 20e                        |
| 182                        | Romy Kasper (GER)          | 93e                        |
| 183                        | Anouska Koster (NED)       | 45e                        |
| 184                        | Riejanne Markus (NED)      | 12e                        |
| 185                        | Pernille Mathiesen (DEN)   | 107e                       |
| 186                        | Teuntje Beekhuis (NED)     | 62e                        |

| NXTG Racing NXG | NXTG Racing NXG       | NXTG Racing NXG |
| --------------- | --------------------- | --------------- |
| Num             | Coureuse              | Pos             |
| 191             | Julia Borgström (SWE) | AB              |
| 192             | Shari Bossuyt (BEL)   | 54e             |
| 193             | Amelia Sharpe (GBR)   | 66e             |
| 194             | Ilse Pluimers (NED)   | AB              |
| 195             | Charlotte Kool (NED)  | AB              |
| 196             | Catalina Soto (CHI)   | 46e             |

| Parkhotel Valkenburg PHV | Parkhotel Valkenburg PHV  | Parkhotel Valkenburg PHV |
| ------------------------ | ------------------------- | ------------------------ |
| Num                      | Coureuse                  | Pos                      |
| 201                      | Mischa Bredewold (NED)    | 36e                      |
| 202                      | Femke Gerritse (NED)      | 99e                      |
| 203                      | Femke Markus (NED)        | 43e                      |
| 204                      | Nina Buysman (NED)        | 98e                      |
| 205                      | Marit Raaijmakers (NED)   | 55e                      |
| 206                      | Amber van der Hulst (NED) | 38e                      |

| Rupelcleaning-Champion lubricants RUP | Rupelcleaning-Champion lubricants RUP | Rupelcleaning-Champion lubricants RUP |
| ------------------------------------- | ------------------------------------- | ------------------------------------- |
| Num                                   | Coureuse                              | Pos                                   |
| 211                                   | Svenja Betz (GER)                     | 85e                                   |
| 212                                   | Isabelle Beckers (BEL)                | AB                                    |
| 213                                   | Antonia Gröndahl (FIN)                | AB                                    |
| 214                                   | Mia Griffin (IRL)                     | AB                                    |
| 215                                   | Amber Lacompte (BEL)                  | AB                                    |
| 216                                   | Sara Van de Vel (BEL)                 | 82e                                   |

| Tibco-Silicon Valley Bank TIB | Tibco-Silicon Valley Bank TIB | Tibco-Silicon Valley Bank TIB |
| ----------------------------- | ----------------------------- | ----------------------------- |
| Num                           | Coureuse                      | Pos                           |
| 221                           | Eva Buurman (NED)             | 47e                           |
| 222                           | Leah Dixon (GBR)              | 103e                          |
| 223                           | Tanja Erath (GER)             | 80e                           |
| 224                           | Kristen Faulkner (USA)        | AB                            |
| 225                           | Diana Peñuela (COL)           | AB                            |
| 226                           | Eri Yonamine (JPN)            | 30e                           |

| Valcar-Travel & Service VAL | Valcar-Travel & Service VAL | Valcar-Travel & Service VAL |
| --------------------------- | --------------------------- | --------------------------- |
| Num                         | Coureuse                    | Pos                         |
| 231                         | Elisa Balsamo (ITA)         | 19e                         |
| 232                         | Chiara Consonni (ITA)       | 90e                         |
| 233                         | Vittoria Guazzini (ITA)     | 87e                         |
| 234                         | Silvia Persico (ITA)        | AB                          |
| 235                         | Eleonora Gasparrini (ITA)   | AB                          |
| 236                         | Ilaria Sanguineti (ITA)     | 84e                         |

## Organisation
Flanders Classics organise la course.